# MetaComCo
Der portable TRIPOS-Betriebssystem-Kernel, ursprünglich entwickelt an der Universität Cambridge und geschrieben in BCPL, wurde von Tim King kommerziell über die Firma MetaComCo, Ltd. (Bristol, England) vermarktet.
Hieraus hervorgegangen ist unter anderem die DOS-Komponente des AmigaOS. Für diese Plattform wurde von MetaComCo auch der BASIC-Interpreter ABasiC entwickelt, der aber keine praktische Bedeutung erlangte, sowie diverse Tools (Editor, Assembler) und Compiler (BCPL, C, Pascal).
Später entwickelte King, der auch als Vater des Atari-ST-BASIC (ST BASIC) bekannt ist, Transputer-Betriebssysteme (HeliOS, HOS) bei Perihelion Software Ltd.